# X線変換
数学において、X線変換（Xせんへんかん、英: X-ray transform）あるいはジョン変換と呼ばれるものは、1938年にフリッツ・ジョンによって導入されたある積分変換であり、近代の積分幾何学の基礎の一つとなっている。ラドン変換と非常に密接に関連しており、二次元ではそれらは一致する。より高次元において、函数のX線変換は、超平面について積分を行うラドン変換とは異なり、直線についての積分として定義される。ある函数 ƒ のX線変換は、密度が函数 ƒ で表される非均質媒質を通した断層撮影の散乱データを表すことから、X線変換の名はX線トモグラフィーに由来する。したがってX線変換の逆は、既知の散乱データから未知の密度 ƒ を再構成する上で用いることができるため、実践的に重要なものである。
より詳細に、ƒ がユークリッド空間 Rn 上のコンパクト台を持つ連続函数であるなら、ƒ のX線変換は Rn 内のすべての直線からなる集合上で定義される次の函数 Xƒ である：
{\displaystyle Xf(L)=\int _{L}f=\int _{\mathbf {R} }f(x_{0}+t\theta )dt.}
ここに x0 は直線 L 上の初期点で、θ は直線 L の方向を与える単位ベクトルである。後者の積分は、向き付けを考えていない。すなわち、ユークリッド直線 L 上の 1 次元ルベーグ測度に関する積分である。
X線変換は、ジョンの方程式と呼ばれる超双曲型波動方程式を満たす。
ガウスの超幾何函数は、X線変換として記述することが出来る (Gelfand, Gindikin & Graev 2003, 2.1.2)。